# Fluid Phase Equilibria
Fluid Phase Equilibria (abrégé en Fluid Phase Equilib. ou FFE) est une revue scientifique à comité de lecture qui publie des articles de génie chimique sur la recherche expérimentale, théorique et appliquée concernant les propriétés d'équilibre et de transport des phases liquides et solides.
D'après le Journal Citation Reports, le facteur d'impact de ce journal était de 1,857 en 2009. Actuellement[Quand ?], les directeurs de publication sont P. T. Cummings, TH. W. de Loos et J. P. O'Connell.